# 伊乌 (多姆山省)
伊乌（法語：Youx）是法国多姆山省的一个市镇，属于里永区（Riom）蒙泰居县（Montaigut）。该市镇总面积19.13平方公里，2009年时的人口为1019人。

## 人口
伊乌人口变化图示